# Eupelmus peles
Eupelmus peles är en stekelart som beskrevs av Perkins 1910. Eupelmus peles ingår i släktet Eupelmus och familjen hoppglanssteklar. Inga underarter finns listade i Catalogue of Life.